# Georg Sahlström
Georg Sahlström, född 26 april 1885 i Huskvarna, död 28 april 1951 i Huskvarna, var en svensk folkskollärare och lokalforskare,
Georg Sahlström växte upp i Smedbyn i Huskvarna. Han utbildade sig till folkskollärare och var verksam i Huskvarna skola. Han grundade 1922 Huskvarna hembygdsförening och var under många år ordförande i föreningen.
Han ledde utgrävningar i vallarna vid Rumlaborg under åren 1932–1942 med godkännande av Riksantikvarieämbetet, vilka omsorgsfullt dokumenterades. Delar av fynden ställdes ut i ett provisoriskt museum i skolhusets övre sal. Dessa blev grunden till Huskvarna stadsmuseum i Kroatorpet.